# Dominika Cibulková
Dominika Cibulková (Piestany, Eslovaquia, 6 de mayo de 1989) es una exjugadora de tenis profesional eslovaca, retirada a finales de 2019. Alcanzó su mejor ranking en individuales como n.º 4 del mundo el 24 de marzo de 2017, tras alcanzar 4 ronda del Miami open. 
Logró levantar hasta 8 títulos a nivel WTA siendo su título más prestigioso las WTA Finals del 2016. 
En los grandes torneos ha llegado a la final del Abierto de Australia 2014 a semifinales en el Roland Garros 2009, y a cuartos de final en el Campeonato de Wimbledon 2011 y el Abierto de Estados Unidos 2010.

## Torneos de Grand Slam

### Individual

#### Finalista (1)
| Año  | Campeonato           | Oponente en la final | Resultado   |
| 2014 | Abierto de Australia | Na Li                | 6-7(3), 0-6 |

## Títulos WTA (9, 8+1)

### Individual (8)
| Leyenda                              |
| ------------------------------------ |
| Grand Slam (0)                       |
| Juegos Olímpicos (0)                 |
| WTA Finals (1)                       |
| WTA Tournament of Champions (0)      |
| Tier I, P. Mandatory & Premier 5 (0) |
| Tier II, Premier (4)                 |
| Tier III & IV, International (3)     |

| N.º | Fecha                 | Torneo     | Superficie | Oponente en la final | Resultado        |
| 1.  | 23 de octubre de 2011 | Moscú      | Dura (i)   | Kaia Kanepi          | 3-6, 7-6(1), 7-5 |
| 2.  | 22 de julio de 2012   | San Diego  | Dura       | Marion Bartoli       | 6-1, 7-5         |
| 3.  | 28 de julio de 2013   | Stanford   | Dura       | Agnieszka Radwańska  | 3-6, 6-4, 6-4    |
| 4.  | 1 de marzo de 2014    | Acapulco   | Dura       | Christina McHale     | 7-6(3), 4-6, 6-4 |
| 5.  | 10 de abril de 2016   | Katowice   | Dura (i)   | Camila Giorgi        | 6-4, 6-0         |
| 6.  | 25 de junio de 2016   | Eastbourne | Hierba     | Karolína Plíšková    | 7-5, 6-3         |
| 7.  | 16 de octubre de 2016 | Linz       | Dura (i)   | Viktorija Golubic    | 6-3, 7-5         |
| 8.  | 30 de octubre de 2016 | WTA Finals | Dura (i)   | Angelique Kerber     | 6-3, 6-4         |

#### Finalista (13)
| N.º | Fecha                 | Torneo               | Superficie    | Oponente en la final      | Resultado              |
| 1.  | 13 de abril de 2008   | Amelia Island        | Tierra batida | María Sharápova           | 6-7(7), 3-6            |
| 2.  | 3 de agosto de 2008   | Montreal             | Dura          | Dinara Sáfina             | 2-6, 1-6               |
| 3.  | 16 de octubre de 2011 | Linz                 | Dura (i)      | Petra Kvitová             | 4-6, 1-6               |
| 4.  | 15 de abril de 2012   | Barcelona            | Tierra batida | Sara Errani               | 2-6, 2-6               |
| 5.  | 11 de enero de 2013   | Sídney               | Dura          | Agnieszka Radwańska       | 0-6, 0-6               |
| 6.  | 25 de enero de 2014   | Abierto de Australia | Dura          | Na Li                     | 6-7(3), 0-6            |
| 7.  | 20 de abril de 2014   | Kuala Lumpur         | Dura          | Donna Vekić               | 7-5, 5-7, 6-7(4)       |
| 8.  | 27 de febrero de 2016 | Acapulco             | Dura          | Sloane Stephens           | 4-6, 6-4, 6-7(5)       |
| 9.  | 7 de mayo de 2016     | Madrid               | Tierra batida | Simona Halep              | 2-6, 4-6               |
| 10. | 1 de octubre de 2016  | Wuhan                | Dura          | Petra Kvitová             | 1-6, 1-6               |
| 11. | 26 de agosto de 2017  | New Haven            | Dura          | Daria Gavrilova           | 6-4, 3-6, 4-6          |
| 12. | 25 de febrero de 2018 | Budapest             | Dura (i)      | Alison Van Uytvanck       | 3-6, 6-3, 5-7          |
| 13. | 26 de mayo de 2018    | Estrasburgo          | Tierra batida | Anastasiya Pavliuchenkova | 7-6(5), 6-7(3), 6-7(6) |

### Dobles (1)
| Leyenda                              |
| ------------------------------------ |
| Grand Slam (0)                       |
| Juegos Olímpicos (0)                 |
| WTA Finals (0)                       |
| WTA Tournament of Champions (0)      |
| Tier I, P. Mandatory & Premier 5 (0) |
| Tier II, Premier (0)                 |
| Tier III & IV, International (1)     |

| N.º | Fecha               | Torneo           | Superficie | Pareja           | Oponentes en la final     | Resultado        |
| 1.  | 17 de junio de 2017 | 's-Hertogenbosch | Hierba     | Kirsten Flipkens | Kiki Bertens Demi Schuurs | 4-6, 6-4, [10-6] |

#### Finalista (2)
| N.º | Fecha               | Torneo           | Superficie | Pareja          | Oponentes en la final             | Resultado           |
| 1.  | 17 de junio de 2011 | 's-Hertogenbosch | Hierba     | Flavia Pennetta | Barbora Strýcová Klára Zakopalová | 6-1, 4-6, [7-10]    |
| 2.  | 21 de junio de 2013 | 's-Hertogenbosch | Hierba     | Arantxa Parra   | Irina-Camelia Begu Anabel Medina  | 6-4, 6-7(3), [9-11] |

## Clasificación en torneos del Grand Slam

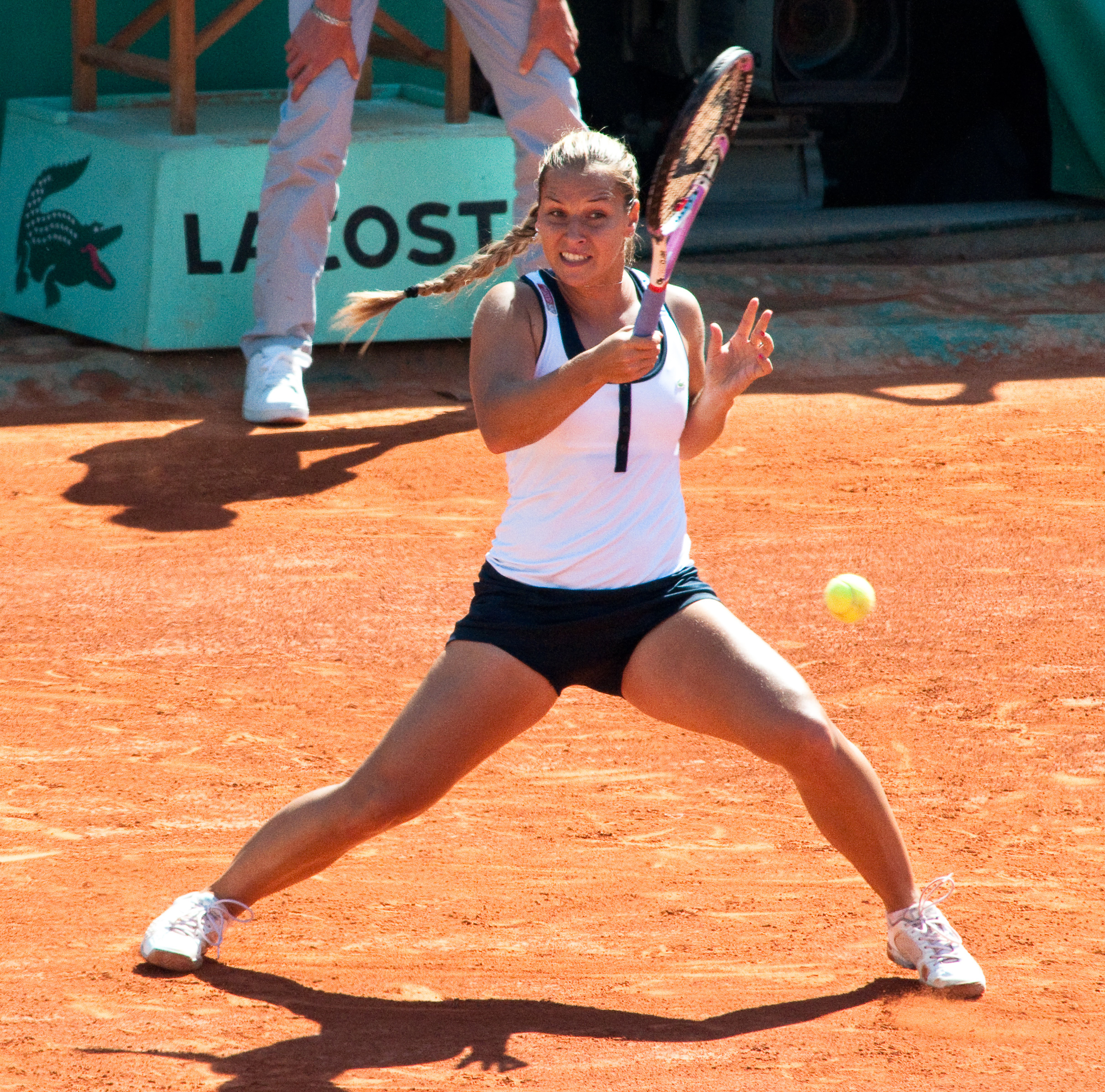
Cibulková en un partido de Roland Garros 2009.

### Individual
| Torneo           | 2007 | 2008 | 2009 | 2010 | 2011 | 2012 | 2013 | 2014 | 2015 | 2016 | 2017 | Títulos | G-P   |
| ---------------- | ---- | ---- | ---- | ---- | ---- | ---- | ---- | ---- | ---- | ---- | ---- | ------- | ----- |
| Australian Open  | -    | 1R   | 4R   | 1R   | 3R   | 2R   | 2R   | F    | CF   | 1R   | 3R   | 0       | 19-10 |
| Roland Garros    | 3R   | 3R   | SF   | 3R   | 1R   | CF   | 2R   | 3R   | -    | 3R   | 2R   | 0       | 21-10 |
| Wimbledon        | -    | 1R   | 3R   | 3R   | CF   | 1R   | 3R   | 3R   | 1R   | CF   | 3R   | 0       | 18-10 |
| US Open          | 2R   | 3R   | -    | CF   | 2R   | 3R   | 1R   | 1R   | 3R   | 3R   | 3R   | 0       | 14-9  |
| Ganados-Perdidos | 3-2  | 4-4  | 10-3 | 8-4  | 7-4  | 7-4  | 4-4  | 10-3 | 6-3  | 10-5 | 6-4  | 0       | 75-40 |